# Abrigo Dom Pedro II
L'Abrigo Don Pedro II és una asil d'ancians de Salvador (Brasil), inaugurat el 1887 amb el nom d'Asil de Mendicitat Santa Isabel. És administrat per la Secretaria Municipal de Promoció Social i Combat a la Pobresa de la capital de l'estat de Bahia.
La seu històrica, localitzada en l'Avinguda Luís Tarquínio, va ser declarada patrimoni protegit per l'Institut del Patrimoni Històric i Artístic Nacional (IPHAN) el 1978.

## Història
Segons documentacions de l'Institut del Patrimoni Artístic i Cultural de Bahia (IPAC), l'immoble pertanyia a Antônio Gonçalves Gravatá en 1859 i va ser venut al comanador Francisco Xavier Machado. La residència, construïda en la primera meitat del segle xix i coneguda com Palauet Machado, hauria estat la major residència de Bahia en l'època, i hi haurien viscut un ambaixador portuguès i el primer director del Banco do Brasil.
El Govern de Bahia va adquirir la finca el 1877, per atendre millor les persones que acollia l'Asil de Mendicitat, que operava sota la direcció de l'Hospital dels Llàtzers. Inicialment, el palauet va acollir captaires i sensellars. Després d'una reestructuració de l'entitat i la creació de nous pavellons, l'any 1887 amb el nom Asilo de Mendicidade Santa Isabel. El 18 de juny de 1943 va ser rebatejat amb el nom actual, Abrigo Dom Pedro II (Refugi D. Pere II), en record de l'antic Emperador del Brasil.
L'edifici va ser declarat patrimoni protegit per l'IPHAN el 1978, pel seu valor històric i artístic. Degut a les dificultats per compatibilitzar el tractament als residents i el bon manteniment de l'immoble, el 2018 l'activitat va ser traslladada a una nova residència al barri de Piatã.

## Arquitectura
Edifici construït el segle xix en un solar urbà, format per una nau central i dues laterals –d'edificació posterior, amb el propòsit d'acollir els residents. Les obres d'ampliació i ornamentació, que van comptar amb la contribució financera de la Princesa Isabel, van tenir una durada de nou anys (1882-1891). En la construcció, van ser utilitzades pedres extretes dels esculls que hi havia darrera del palauet. L'edifici és precedit d'un atri reixat amb columnes, estàtues neoclàssiques i urnes de ceràmica de la fàbrica de Santo Antônio de Porto. Malgrat la tendència neoclàssica, l'aparença del palauet rememora el barroc del Brasil colonial.
Encara manté una capella amb altar neoclàssic, de la mateixa època. El patrimoni protegit comprèn també el parc arboritzat, les ceràmiques i les estàtues. Amb cambres de grans dimensions, encara preserva retrats a l'oli, una taula de fusta de jacaranda i les armes de l'Imperi del Brasil en relleu daurat del saló noble. La font que estava situada al davant de l'edificació estava connectada a la xarxa de fonts públiques implementada a Salvador el 1855.